# Lophocampa salicis
Lophocampa salicis là một loài bướm đêm thuộc phân họ Arctiinae, họ Erebidae.